# 1963年海河特大洪灾

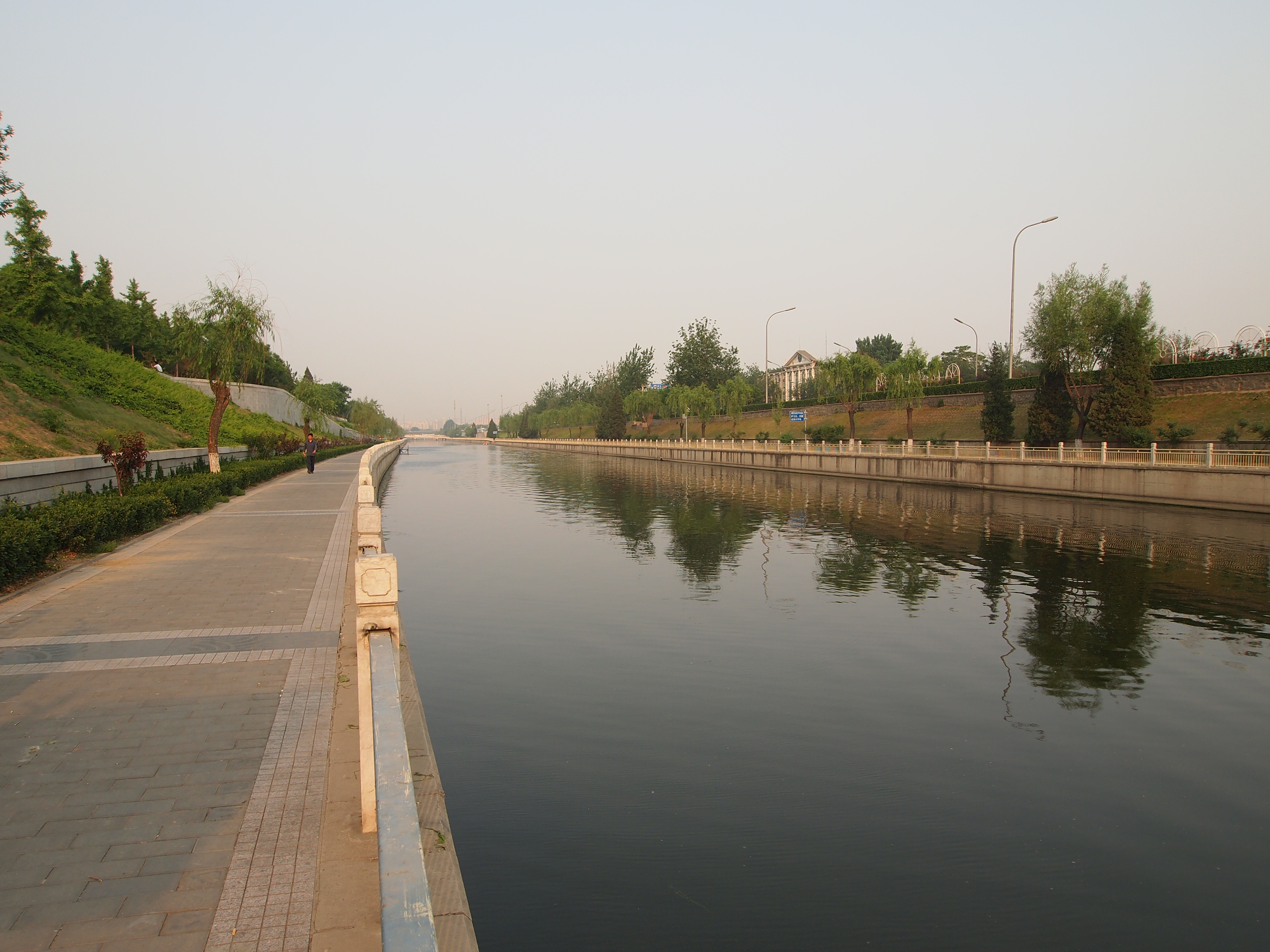
北京护城河（2012年）。1963年海河特大洪灾期间，北京东南护城河水位超出附近地面1米，形成地上河。

1963年海河特大洪灾，是指1963年8月发生在中国海河流域的一场特大洪灾，部分中小型水库溃坝，北京部分地区被淹、天津被困，被认为是海河流域历史上最严重的洪水灾害之一，造成重大人员伤亡和财产损失。其中北京市死亡35人，上万间房屋倒塌，全市工业损失超1千万元人民币，朝阳、海淀、丰台3个近郊区淹地30万亩；河北省（包括当时省会天津市）104个县受灾，死亡5,119人，受灾人口2,246万，倒塌房屋1,270万间，经济损失数十亿元。此次洪灾过后，北京市制定了“市区防洪排水标准”，沿用至今。

## 特大暴雨

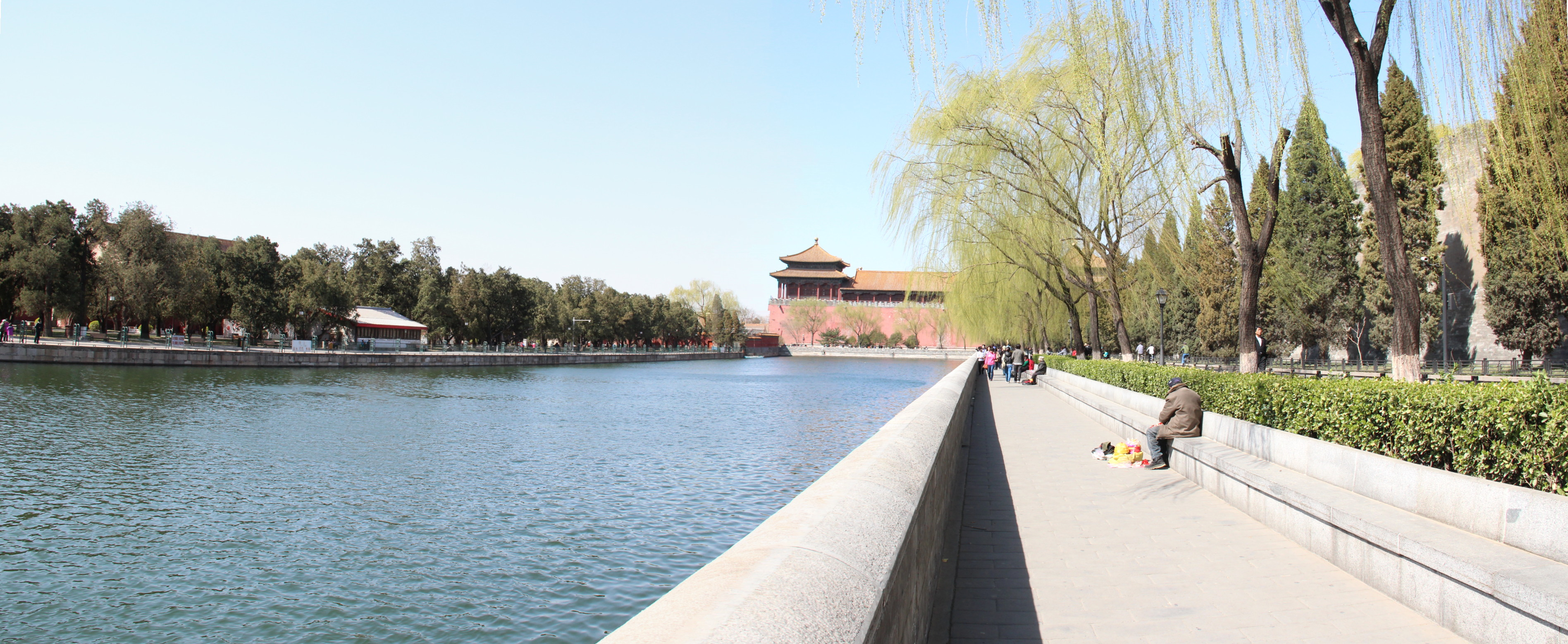
北京故宫午门东侧护城河

1963年海河特大洪灾的主要成因是“西南暖湿气流和台风共同影响，造成全流域大范围的降雨”。据《20世纪中国水旱灾害警世录》记载：海河流域的这场大暴雨，强度之大、范围之广、持续时间之长、总降水量之大，均达到海河流域有文字记载以来的顶峰。降雨从1963年8月1日起至10日终止，绝大部分暴雨集中在2日到8日。七天累积降雨量大于1,000毫米的面积达15.3万平方公里，其中海河南部的暴雨中心七天降雨量高达2,050毫米，创中国大陆七天累计实测雨量最大纪录。
- 1963年8月8日早，北京地区开始降雨，9日凌晨雨量骤然增大。至9日早上8时，北京松林闸地区的24小时降雨量达到了325毫米（24小时以内降水量超过200毫米达到“特大暴雨”级别[8]），而朝阳区的来广营地区24小时降雨量为464毫米，超过北京市平均年降雨量的2/3。雨量超过200毫米的地区面积超过2,400平方公里。北京城区、近郊区河道漫溢，护城河水位超过历年最高水位，其中东南护城河水位超出附近地面1米，形成地上河。与护城河连通的93处下水道中，62处被水淹没。护城河以内，600公顷的积水面积无法下泄，积水深度达到0.3米至1.5米。市内公共交通全部瘫痪。永定河则出现4年来最大洪峰。[1]
- 此外，暴雨造成海河上游40多条支流相继山洪爆发，海河南系漳卫、子牙、大清河同时发生大洪水，大小支流频频漫决，部分中小型水库溃坝，洪水通过京广铁路进入平原地区，直逼天津城[3]。直到9月下旬，围困天津的水位才全部回落[1]。

## 受灾情况
根据1986年的《海河流域补充规划》记载，此次海河特大洪灾总计淹没农田6,600万亩，减产粮食60亿斤，棉花250万担，倒塌房屋1,450余万间，冲毁铁路75公里，直接经济损失约60亿元人民币，相当于当年河北省（包括天津市）一年国民生产总值的1.5倍。此外，国家为救灾、恢复各类设施增加开支约10亿元。
- 北京市：全市共有295家工厂生产受损，全部停产的达到85个，全市工业损失在1千万元以上；农业方面，朝阳、海淀、丰台3个近郊区淹地30万亩，成灾9.8万亩，损失蔬菜1亿斤、粮食1千万斤[1]。据统计，城区和近郊区总共倒塌房屋11,016间，危险房屋20,913间，公房漏雨305,222间，庭院积水775处，影响住户8,067户，总计4万余人，死亡35人[1]。
- 河北省：104个县、26,965个村庄受灾，受灾总人口达2,246万，其中死亡5,119人，受伤43,386人（一说43,318人），灾后有130万人染病；被淹耕地5,438万亩，房屋倒塌1,270万间，造成的经济损失达72.4亿元（直接经济损失约60亿元）[1][4]。

## 救灾情况
1963年8月9日，北京市房山县组织超过5万人，先后加固、加高堤埝110余处，长1.3万米，安全转移305户、1,390人。朝阳区政府在威胁城区安全的南护城河左安门、东护城河东直门两个险段现场成立抢险指挥部，组织了1,000多人的防汛抢险队伍，分别筑起两条400多米长的土围堰，挡住了将要漫溢的护城河，保住了城区。
1963年8月10日，中共中央、国务院提出“保卫天津，保卫津浦路，力争缩小受灾面积和受灾程度”的救灾方针。依据官方报道，河北省委省政府动员了全省50万人进行抗洪抢险，人民解放军出动10万人，四天之内空军出动飞机138架次，空投各类器材、食品数万公斤，而海军也先后派出13艘舰艇营救受灾人员。天津全市先后有近100万人参与抗洪救灾，围困天津的洪水于9月份才全部回落。

## 艺术作品
1973年，长春电影制片厂拍摄的电影《战洪图》描绘了当时天津洪灾和抗灾情况，成为中华人民共和国最早的灾难片。